# جوان فيشر
جوان فيشر (من مواليد 26 سبتمبر 1949) هي عداءة كندية. شاركت في سباق 400 متر نساء في الألعاب الأولمبية الصيفية لعام 1968 .  كانت في الفوج الأول لمعبد ليزار كوليجيت لعلوم الشهرة ، كجزء من احتفالات الذكرى الـ160. 

## روابط خارجية
- جوان فيشر على موقع أوليمبيديا (الإنجليزية)